# Votivmodell
Votivmodell är ett dekorativt objekt för uttryck av tacksamhet eller skildring av en händelse eller av ett helgon och som ibland ger information om en kyrka och dess grundare genom en inskrift eller en bild.